# 夏めろ
『夏めろ』（なつめろ、summer melody）は、2007年1月26日にAcaciaSoftから発売されたアダルトゲームである。税込み定価9240円。
2010年6月18日には3800円（税込み3990円）の廉価版『Acacia3800シリーズ 夏めろ』が発売された。

## 概要
AcaciaSoft第2弾。予約特典は枕カバー。
前作同様、フェティシズムを押し出した作風。「こだわりのH-Custom」を装備しており、足コキに靴下が必要か、素足であるべきかという細かいこだわりがある人でも問題なくプレイできるように親切に設計されている。

## あらすじ
某県の地方都市・文浜市。主人公・深町徹生は、両親の仕事の都合で母方の親戚の高村家で居候する事になった、翔鶴館学園の3年生。居候先の高村家に向かった徹生は、昔は仲が良かったが、いつの間にか疎遠になってしまい、主人公になぜかきつく当たってくる従姉妹の高村橘花と、その母親で未亡人の佐和子の2人に迎えられる。
半年後に受験を控えた夏を舞台に、周りにいる女の子達と過ごす、まったり系・日常アドベンチャー。

## 登場人物

### 主人公
深町 徹生（ふかまち てつお）
本編の主人公。翔鶴館学園3年生。
主人公の性格が特徴的で、普段はわりと普通の学生だが、シナリオが7月後半に入ると豹変し攻略対象ヒロインの性癖に合わせて、過去に2つ年上の先輩と付き合っていた時に培った女の子を落とすノウハウとSEXテクを駆使し気になる女の子を篭絡する「Sモード」とS系の女の子に責められて性の快楽に溺れていく「Mモード」の2つに別れる。

### メインヒロイン
高村 橘花（たかむら きっか）
声 - 青山ゆかり
翔鶴館学園3年生。徹生の従妹。両親の渡米により居候となる主人公と同居することになる。幼いころ、夏休みにたびたび遊びに来ていた主人公に淡い恋心を抱いていたものの、ある事件をきっかけに疎遠になってしまい、今でもほとんどしゃべらない。今回の同居にも当初反対しており、仲のよい従兄弟だと思っていた母親を困惑させる。やけっぱちになって飲酒した翌朝におねしょをしてしまう。
深町 つぐみ（ふかまち つぐみ）
声 - 安玖深音
徹生の4歳下の妹。両親とともにニューヨークに渡米していたが外国生活が合わないと突如帰国、主人公と高村家に居候する。学校でのいじめが原因で引きこもり。環境を変えるための渡米であったが強度のお兄ちゃん子であり、主人公のいない場所での生活が耐えられなくなったことが帰国の遠因であった。
中里 美夏（なかざと みか）
声 - 成瀬未亜
翔鶴館学園3年生。徹生のクラスメイト。主人公や巌、蘭と一緒に行動している。前年の学園祭では主人公とバンドを組んでいた。橘花とも友人であり、親の都合で同居したふたりをからかいながらも見守る。さばさばした性格で一見クール。主人公には友人以上の好意をいだいているものの、それを隠している。
兵藤 蘭（ひょうどう らん）
声 - 神崎ちひろ
翔鶴館学園3年生。徹生のクラスメイト。厳格な両親に育てられたお嬢様だが、主人公や巌、蘭たちと行動を共にしているうち、だいぶ感化されてきた。それでもツッコミにはなかなか慣れない。両親は多忙で一人っ子であるため、広い屋敷にひとりでいることが多い。寂しがり屋の部分を見せるとともに、奔放に生きながらたくさんの友人に囲まれている主人公にコンプレックスをいだいている。
水上 秋（みなかみ あき）
声 - 木村あやか
翔鶴館学園1年生。高村家に居候するようになった主人公が、バス通学に変わったその日に出会う。秋本人は新入生のサークル勧誘の活動で主人公を知っており、憧れてはいたけれど近づくきっかけのない存在であった。出会いのきっかけから物静かな文学少女と思っていたが、陸上部で活動するアツいスポーツ少女。このところ陸上の記録が伸び悩んでおり、限界を感じている。好きな食べ物はすいとん。

### その他
高村 佐和子（たかむら さわこ）
声 - 山本ゆり
橘花の母親。姉夫婦の海外出張に際して受験都合で日本に残る主人公を受け入れる。主人公やつぐみ、娘の橘花を「よい大人」として見守る。橘花ルートでは主人公の背中を押すと同時に「橘花のことよろしくね」とクギをさす「厳しい母親」の側面も見せる。
長曽我部 巌（ちょうそかべ いわお）
声 - 原田友貴
翔鶴館学園応援団団長。主人公のクラスメートで友人。一見すると好青年だが実際は、蘭と初対面早々に口説き落とそうとするなどかなり軽薄な性格。苗字が長いのと名前があまり名前らしくないからという理由で団長と呼ばれているが、幼なじみで以前は隣人だった美夏には「巌ちゃん」（がんちゃん）と呼ばれている。
宮石 沖次（みやいし おきつぐ）
声 - 畠山亮二
翔鶴館学園応援団団員。
坂本 浩太（さかもと こうた）
声 - 渋谷ひめ
翔鶴館学園応援団団員。

## 舞台・用語
文浜市（ふみはま）
本作の舞台。某県第三位の都市。中心駅の文浜駅はJRとモノレールと私鉄が交わるターミナル駅になっており、駅の周辺には多くの学校が立地している。気候は温暖で、沿岸部に位置しており、観光地になっている。町の規模は大きいが、文浜駅からバスで15分ほど移動すると長閑な田園風景が広がっている。
翔鶴館学園
徹生や橘花たちが通っている私立高校。県内でも有名な進学校として知られており、ほとんどの生徒が進学する。文浜駅からはモノレールで2駅、バス停4つ分離れた場所に位置する。制服は女子は白地に黒のタイのセーラー服、男子はワイシャツに黒のズボン。

## スタッフ
- シナリオ：木之本みけ
- キャラクターデザイン・原画：しろ
- 音楽：細江慎治